# Sheri Benning
Sheri Benning est une auteure de la Saskatchewan au Canada. Elle écrit de la poésie, des essais et de la fiction.